# Alfredo Valadas
Alfredo Valadas Mendes (15 febbraio 1912 – 1994) è stato un calciatore e allenatore di calcio portoghese, di ruolo attaccante.

## Carriera

### Club
Ha trascorso tutta la carriera nel campionato portoghese.

### Nazionale
Ha collezionato 6 presenze con la maglia della Nazionale.

## Statistiche

### Presenze e reti in Nazionale
| Cronologia completa delle presenze e delle reti in nazionale ― Portogallo | Cronologia completa delle presenze e delle reti in nazionale ― Portogallo | Cronologia completa delle presenze e delle reti in nazionale ― Portogallo | Cronologia completa delle presenze e delle reti in nazionale ― Portogallo | Cronologia completa delle presenze e delle reti in nazionale ― Portogallo | Cronologia completa delle presenze e delle reti in nazionale ― Portogallo | Cronologia completa delle presenze e delle reti in nazionale ― Portogallo | Cronologia completa delle presenze e delle reti in nazionale ― Portogallo |
| Data                                                                      | Città                                                                     | In casa                                                                   | Risultato                                                                 | Ospiti                                                                    | Competizione                                                              | Reti                                                                      | Note                                                                      |
| ------------------------------------------------------------------------- | ------------------------------------------------------------------------- | ------------------------------------------------------------------------- | ------------------------------------------------------------------------- | ------------------------------------------------------------------------- | ------------------------------------------------------------------------- | ------------------------------------------------------------------------- | ------------------------------------------------------------------------- |
| 3-5-1932                                                                  | Lisbona                                                                   | Portogallo                                                                | 3 – 2                                                                     | Jugoslavia                                                                | Amichevole                                                                | 1                                                                         |                                                                           |
| 2-4-1933                                                                  | Vigo                                                                      | Spagna                                                                    | 3 – 0                                                                     | Portogallo                                                                | Amichevole                                                                | -                                                                         |                                                                           |
| 5-5-1935                                                                  | Lisbona                                                                   | Portogallo                                                                | 3 – 3                                                                     | Spagna                                                                    | Amichevole                                                                | -                                                                         |                                                                           |
| 27-2-1936                                                                 | Lisbona                                                                   | Portogallo                                                                | 1 – 3                                                                     | Germania                                                                  | Amichevole                                                                | -                                                                         |                                                                           |
| 28-11-1937                                                                | Vigo                                                                      | Spagna                                                                    | 1 – 2                                                                     | Portogallo                                                                | Amichevole                                                                | 1                                                                         |                                                                           |
| 30-1-1938                                                                 | Lisbona                                                                   | Portogallo                                                                | 1 – 0                                                                     | Spagna                                                                    | Amichevole                                                                | -                                                                         |                                                                           |
| Totale                                                                    |                                                                           | Presenze                                                                  | 6                                                                         |                                                                           | Reti                                                                      | 2                                                                         |                                                                           |